# Strage di Chilivani
La strage di Chilivani o di Peldesemene (Ozieri), Sardegna, nel 1995. Durante l'azione criminale rimasero uccisi i carabinieri sardi Walter Frau e Ciriaco Carru (insigniti entrambi della Medaglia d'Oro al Valor Militare) e il bandito Salvatore Antonio Giua.

## Storia
Il 16 agosto del 1995 i carabinieri Carru e Frau, in servizio al nucleo radiomobile, erano sulle tracce di un'autobetoniera rubata durante la notte. Intorno alle 15:20, informarono la centrale di aver ritrovato in zona Peldesemene il mezzo, con all'interno diverse armi da fuoco, ed un altro veicolo rubato, e di averne arrestato il detentore, poi risultato essere Salvatore Antonio Giua di Buddusò (SS). All'improvviso vennero colpiti alle spalle da colpi di Kalashnikov sparati da malviventi successivamente identificati per Graziano Palmas e Andrea Gusinu.
L'appuntato Carru rispose al fuoco verso Palmas, ferendolo, poi si voltò e uccise Giua, che stava tentando la fuga verso Chilivani; Palmas continuò a sparare uccidendo il carabiniere Ciriaco Carru, di Bitti di 32 anni. Intanto, dall'altra parte della strada, Walter Frau, carabiniere ossese non ancora trentenne, affrontava Gusinu colpendolo più volte, ma cadde anche lui ferito dai colpi di Sebastiano Pirino. Gusinu sparò altri colpi e uno di essi colpì il giovane milite alla testa.
I malviventi si diedero alla fuga. Gusinu, ferito, venne arrestato poche ore dopo dai carabinieri nei pressi di Padru; l'arresto avvenne a seguito del fermo di un camioncino sul quale viaggiava e che era guidato da Graziano Palmas, il quale per evitare l'arresto si suicidò con un colpo di pistola. 
Pochi giorni dopo fu arrestato il resto della banda: Salvatore Sechi di Olbia, Sebastiano Demontis di Buddusò, Sebastiano Prino di Arzachena, Cosimo Cocco di Bonarcado e Milena Ladu di Olbia.

## Processi
Il 26 luglio 1997 in primo grado, Gusinu, Sechi, Demontis e Prino furono condannati all'ergastolo, invece Cocco (pentito) a 22 anni di reclusione, la Ladu a 25; in appello, il 27 giugno 1998, gli ergastoli furono confermati e mentre la pena della Ladu fu ridotta di un anno, quella di Cocco fu aumentata di 2. Nonostante queste condanne gli inquirenti hanno sempre pensato che del commando facessero parte altri personaggi mai identificati e aventi uno spessore criminale decisamente maggiore rispetto ai banditi condannati. Si sospettò che un furto avvenuto all'aeroporto di Olbia fosse stato fatto per ottenere le armi della rapina in cambio dei materiali tecnologici trafugati.
Per quel furto furono condannati un pregiudicato di Bitti (NU) sospettato di una rapina a un portavalori a Codrongianos, che fu ucciso in agguato nel 2008 a San Teodoro, e un pregiudicato di Nuoro che fu indagato (poi prosciolto) anche per la strage di Ozieri per via di una strana ferita che si pensava potesse essere stata fatta da uno dei due carabinieri uccisi nel conflitto. 
Testimone dell'accaduto è Stefano Bandecchi, attuale sindaco di Terni e patron dell'università telematica Niccolò Cusano. Bandecchi stesso ha rivelato di essere stato un testimone chiave nel processo in un'intervista alla "Zanzara" il 28 novembre 2023.